# Borbeno oklopno vozilo na kotačima
Borbeno oklopno vozilo na kotačima ili skraćeno BOVK je vozilo iz porodice borbenih oklopnih vozila. Posebno je po tome što je jedino oklopno vozilo koje se kreće na kotačima.

## Povijest
Prvi oklopni automobil se pojavio petnaest godina prije tenka, a upotrijebila ga je britanska vojska u Burskom ratu 1901. godine. Također se rabio u Rusko-japanskom ratu. Razvoj borbenih oklopnih vozila na kotačima (BOVK) započinje nakon II. svjetskog rata, ali svoj veliki razvoj doživljavaju u zadnjih petnaest godina otkad sve veći broj vojski usvaja BOVK kao borbeno vozilo svojih oklopnih snaga dok mu neke vojske daju podjednaku važnost kao tenku ili BVP-u.

## Koncepcija
Po svojoj koncepciji kretanja oklopna vozila na kotačima imaj superiorniju strategijsku pokretljivost nad gusjeničarima, koje na veće udaljenosti treba transportirati željeznicom ili kamionskim prikolicama. Šezdesetih godina prošlog stoljeća razvojem tehnike kontroliranog prijenosa snage na više osovina te s kotača na tlo povećao je taktičku pokretljivost BOVK-a na razinu BVP-a. Zbog jednake vatrene moći i oklopne zaštite, te niže cijene nabave i održavanja u suvremenoj vojsci BOVK je sve više konkurent, a ne nadopuna BVP-u. 

## Namjena i uloga
Namjena BOVK-a je jako raznolika sve od lakih izvidničkih vozila na dvije osovine i težine od tri tone, pa sve do lovaca tenkova naoružani topom od 105 mm i težine od gotovo 30 tona. BOVK je dobio vrlo važnu ulogu u mirovnim misijama zbog velike brzine na cestama, zadovoljavajuće vatrene moći i oklopne zaštite. Velike plus u odnosu na gusjeničare je što ne uništavaju asfalt, stvaraju manju buku te troše manje goriva. Zato je BOVK idealno vozilo za kontrolu cesta i naselja.

## Vatrena moć
Vatrena moć je istovjetna BVP-u, te čak neke kupole koriste i BVP i BOVK. Postoje namjenski razvijeni BOVK-ovi poput Centaura ili Rooikata koji imaju top od 105 mm i time su opasni protivnici tenkovima.
BOVK može biti naoružan teškom strojnicom 12,7 mm, te topovima od 20 mm do 105 mm. U stručnoj literaturi se spominje i mogućnost ugradnje topa od 120 mm što bi po vatrenoj moći izjednačilo BOVK i suvremeni tenk.

## Oklopna zaštita
U početku razvija BOVK-a razina oklopne zaštite bila je jedva dostatna da minimalno zaštiti posadu. Zato se BOVK za preživljavanje na bojišnici oslanjao na brzinu, pokretljivost i male dimenzije. Razvojem lakih oklopa BOVK-ova razina zaštite približila razini zaštite suvremenog BVP-a. BOVK se može dodatno zaštiti (ako to nudi proizvođač) dodavanjem eksplozivno-reaktivnim oklopom.

## Pokretljivost
Pokretljivost je najjača strana BOVK-a, te velika prednost nad gusjeničarima. Maksimalna brzina im se kreće od 90 pa do 120 km/h sa snagom motora koja rijetko prelazi 545 KS (400 kW). To je još jedna prednost nad BVP-ima jer im za maksimalnu brzinu od 75 km/h (Warrior) potreban motor snage 660 KS (485 kw). Autonomija kretanja BOVK-a doseže 1000 km (AMX-10RC), dok je najveća autonomija BVP-a 650 km (CV90). Nezavisnim sustavom oslanjanja, usavršenom transmisijom i centralnom regulacijom tlaka u kotačima riješen je problem kretanja BOVK-a na terenu (izvan putova). Različita tehnička rješenja otklonila su problem osjetljivosti kotača (posebno guma) na vanjska oštećenja. Tako se za manja oštećenja koristi centralni sustav regulacije tlaka koji ubacuje zrak u oštećenu gumu. Za teža oštećenja se koriste posebni plastični ili gumeni umeci zvani „run flat“ koji omogućuju daljnju vožnju i nakon potpunog oštećenja gume. Neki BOVK-i su konstruirani tako da mogu nastaviti vožnju bez jednog kotača (spominje se i bez više kotača). Također su u razvoju kotači koji umjesto klasične gume imaju posebnu rupičastu gumenu oblogu bez zraka.